# Imari (porcelana)

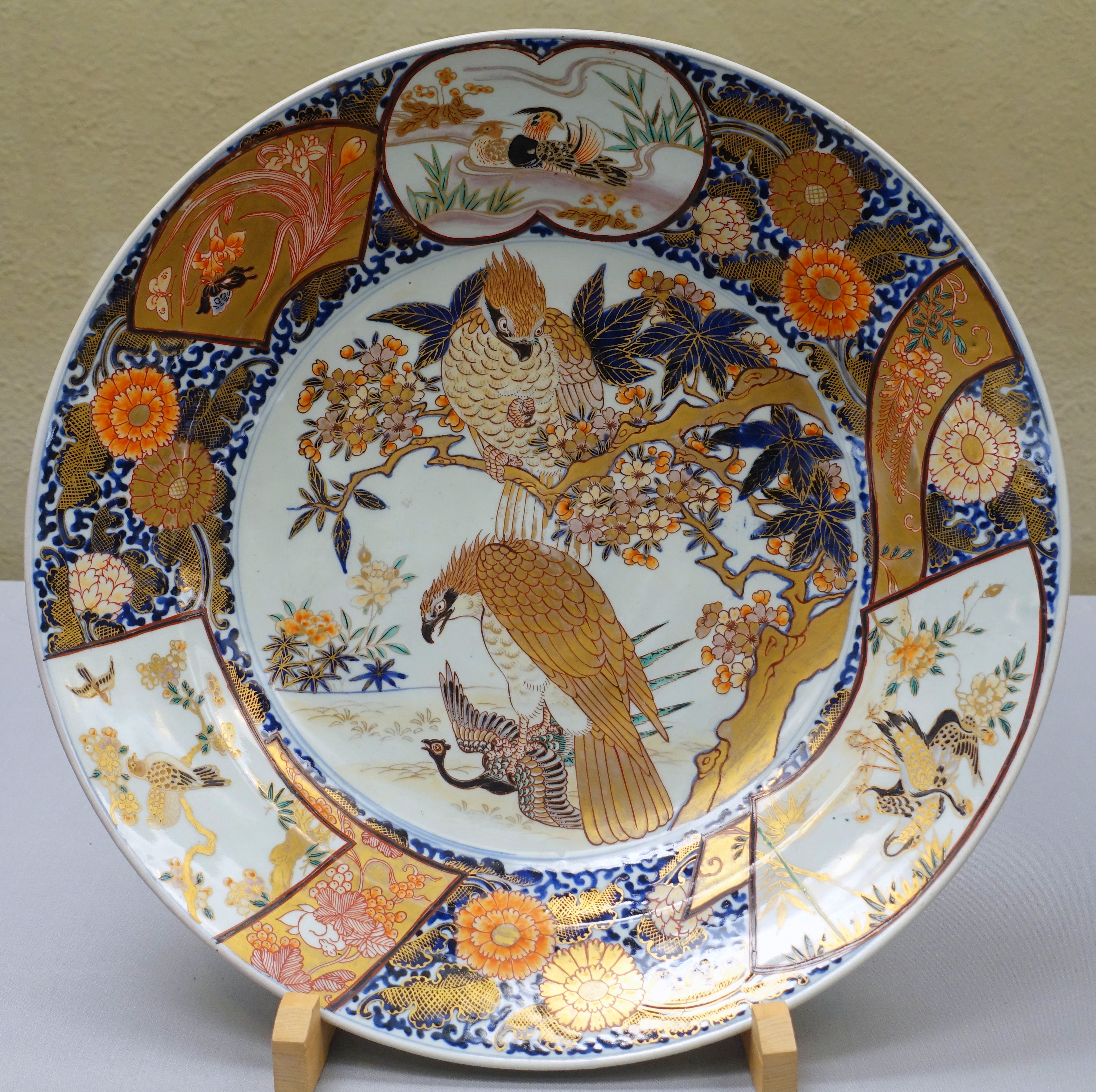
Talerz w stylu imari z dekoracją w formie kwitnącej wiśni i orła, XVIII wiek. Muzeum Narodowe w Tokio

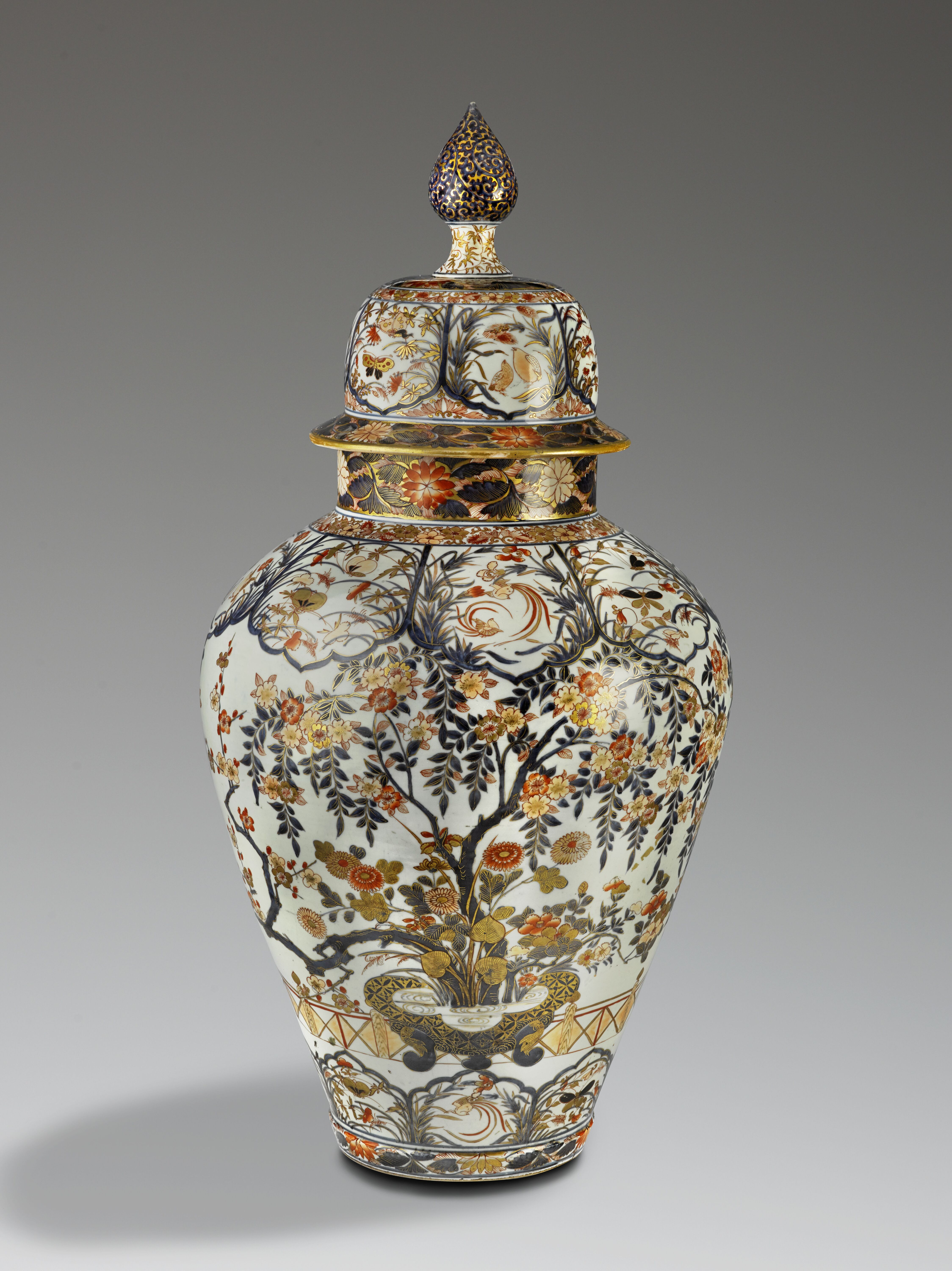
Waza z nakrywą, ok. 1700. Muzeum Narodowe w Warszawie

Imari (jap. 伊万里焼 imari-yaki) – zachodnie określenie stylu i rodzaju japońskich wyrobów z porcelany pochodzącej z miasta Arita i jego okolic w dawnej prowincji Hizen (ob. tereny prefektur Saga i Nagasaki), w północno-zachodniej części wyspy Kiusiu (Kyūshū). Stąd ogólna nazwa pochodzącej stamtąd ceramiki to arita-yaki. Nazwa imari pochodzi od portu Imari, skąd eksportowano ją do Europy poprzez holenderską faktorię Dejima w Nagasaki. 

## Historia
Naczynia te wyrabiano od XVII w. z miejscowego kaolinu, początkowo pod wpływem i z wykorzystaniem wzorów chińskich. Z czasem nabrały swoistych cech o charakterystycznej wielobarwnej dekoracji naszkliwnej, łączonej z podszkliwnym błękitem. Wzory te (zwane także imari) sprowadzane przez holenderskich kupców cieszyły się w końcu XVII w. wielkim powodzeniem w Europie, wpisując się na stałe do wyposażenia modnego salonu rokokowego, a później klasycystycznego. 
W latach 30. XVIII w. rozpoczęto produkcję imitacji imari w Miśni, Delfcie i innych manufakturach, głównie niemieckich.